# Wilson Ganga
Wilson Ganga (Lunda Sul, 26 de julho de 1992) é um empresário angolano do ramo das novas tecnologias, fundador de várias empresas em Angola, entre as quais a pioneira Tupuca. Distinguido com o prémio Empreendedor do Ano, em 2017, pelos Prémios Sirius, da empresa Deloitte, Wilson Ganga foi também nomeado uma das pessoas mais influentes do ecossistema africano de startups, pela revista Digest Africa, em 2021.

## Percurso
Wilson nasceu em Angola mas foi nos Estados Unidos da América que cresceu e traçou o seu percurso académico. Antes de iniciar a faculdade, aos 17 anos, criou aquela que viria a tornar-se na sua primeira empresa, a Ambitious Stars, focada na venda de roupas e pulseiras. Um ano depois, ainda nos EUA, criou a Tranzind Delivery, empresa de entrega de refeições ao domicílio. À revista digital Link to Leaders, Wilson Ganga explica que a empresa surgiu enquanto terminava um Mestrado em Empreendedorismo Social em São Francisco, na Califórnia, e deparou-se com a necessidade de explorar soluções de entregas ao domicílio.
Formado em Gestão de Negócios, pela Universidade norte-americana Saint Francis, em 2015 Wilson juntou-se aos jovens empreendedores e amigos Erickson Mvezi, Patrice Francisco e Sydney Teixeira, para lançar a Tupuca, primeira empresa de entrega de refeições, bens e serviços em Angola. A empresa é considerada uma das startups mais financiadas e bem sucedidas do país. 
Como fundador, Wilson é também o responsável pelo desenvolvimento das empresas G-Smart Solutions, no ramo do Marketing Digital; T’Leva, empresa de transporte de pessoas; os restaurantes de take away Poke Way e Rice Away e a PayPay Africa, uma solução de pagamentos digital.

## Reconhecimentos e prémios
Em 2017, Wilson viu a Tupuca receber o prémio Seedstars World, em Angola.
No mesmo ano, venceu o Prémio Sirius na categoria de Empreendedor do Ano, tendo sido nomeado novamente em 2018, na mesma categoria.